# Svalans lyrikklubb
Svalans lyrikklubb var en monografiserie som 1963–1980 gavs ut av Bokklubben Svalan.
- 1 Karin Boye: Till dig (urval Sven Lindner, inledning Harry Martinson) (1963)
- 2 Mörk sång: fyrtiofem amerikanska negerdikter (översättning Thorsten Jonsson, ill. Birger Lundquist, förord av Artur Lundkvist) (1963)
- 3 Nils Ferlin: En döddansares visor (inledning Gunnar Ekelöf, ill. Lars Wellton) (1964)
- 4 Werner Aspenström: 66 dikter (urval och förord av författaren) (1964)
- 5 Nobelpristagare (urval Sven Lindner, inledning Anders Österling) (1964)
- 6 Lars Forssell: Det enda vi har är varandra (urval Sven Lindner, förord Karl Vennberg) (1964)
- 7 Harry Martinson: Vildbuketten: naturdikter (urval Åke Runnquist, inledning Carl Fries) (1965)
- 8 W. H. Auden: Och i vår tid (urval och tolkning av Petter Bergman, inledning av övers.) (1965)
- 9 Pär Lagerkvist: Valda dikter (urval och förord Sven Lindner) (1965)
- 10 T.S. Eliot: Dikter i svensk tolkning (inledning Gunnar Ekelöf) (1965)
- 11 Kärlekssånger från Indien (tolkade av Irma Nordvang, urval, förord, inledning och kommentarer av Deben Bhattacharya) (1966)
- 12 Gunnar Ekelöf: Vatten och sand: dikter genom åren (urval och inledning Reidar Ekner) (1966)
- 13 Erik Gustaf Geijer: Skaldestycken (ill. Ernst Josephson, inledning Ulf Linde, kommentarer Ingrid Mesterton) (1966)
- 14 Ny svensk lyrik: från Tranströmer till Bengt Emil Johnson (i urval och med förord av Karl Erik Lagerlöf) (1966)
- 15 Bo Setterlind: Från natt till näktergal (urval av författaren, förord Lars Gustafsson, teckningar Ulla Zimmerman) (1967). 3., utök. uppl. 1972
- 16 Nelly Sachs: Dikter (tolkning Olof Lagercrantz, Erik Lindegren, Gunnar Ekelöf) (1967)
- 17 Tomas Tranströmer: Kvartett: 17 dikter ; Hemligheter på vägen ; Den halvfärdiga himlen ; Klanger och spår (förord Agneta Pleijel) (1967)
- 18 Rainer Maria Rilke: Duinoelegierna (Duineser Elegien) (tolkning Erik Lindegren, inledningar av Artur Lundkvist och Jacob Steiner) (1967)
- 19 Sex ungerska poeter: modern ungersk lyrik (urval Géza Thinsz, dikter av Attila József, Sándor Weöres, Lörinc Szabó, Gyula Illyés, László Nagy, Ferenc Juhász, tolkningar av Werner Aspenström [m.fl.]) (1968)
- 20 Bo Bergman: Hjärtat skall gro av drömmar (urval Sven Lindner, förord Åke Runnquist) (1968)
- 21 Engelsk lyrik (urval av Petter Bergman) (1968)
- 22 Lyrisk backspegel: en dikt från varje år 1893-1968 samlade till Sveriges författareförenings 75-årsjubileum (av Daniel Hjorth och Sandro Key-Åberg) (1968)
- 23 Verner von Heidenstam: Paradisets timma och andra dikter (urval Sven Lindner, förord Olle Holmberg) (1969)
- 24 Fransk lyrik (urval Östen Sjöstrand) (1969)
- 25 Nils Ferlin: Barfotabarn (förord av Vilhelm Moberg) (1969)
- 26 Kineser: kinesiska dikter (översättning Hwang Tsu-Yü och Alf Henrikson, vinjetter av Birger Lundquist) (1969)
- 27 Östen Sjöstrand: Ensamma stjärnor, en gemensam horisont (urval författaren, förord Staffan Bergsten) (1970)
- 28 Italiensk lyrik (urval Anders Österling) (1970)
- 29 Maria Wine: Där skönheten tigger sitt bröd (1970)
- 30 Afrikansk lyrik (urval, förord och författarpresentationer Per Wästberg) (1970)
- 31 Majken Johansson: Det sällsamma bekymret (1970)
- 32 Tysk lyrik (urval Sven Lindner) (1971)
- 33 Evert Taube: Blå anemoner : dikter om kärleken (1971)
- 34 Olof Lagercrantz: Tröst för min älskling (teckningar Martin Lamm) (1971)
- 35 Ann Smith: Sinnlighetens tecken : kärleksdikter (1972)
- 36 Beppe Wolgers: Röster från Vattudalen (1972)
- 37 Birger Sjöberg: Dikter (urval Sven Lindner) (1972)
- 38 Gustaf Fröding: I valet och kvalet: dikter om kvinnan (urval av Monica Zetterlund) (1972)
- 39 ?
- 440 Evighetens våglängd : en antologi (redigerad av Bo Setterlind) (1972)
- 441 Pablo Neruda: Personliga dikter (valda och tolkade av Artur Lundkvist och Marina Torres) (1973)
- 442 Harriet Löwenhjelm: Dikter, bilder och brev (urval och inledning av Olle Holmberg) (1973)
- 443 Lars Gustafsson: Fosterlandet under jorden (1973)
- 444 Ylva Eggehorn: Ska vi dela : Jesus älskar dig (1973)
- 445 Edith Södergran: Triumf att finnas till (urval Sven Lindner, förord Jörn Donner) (1974)
- 446 Artur Lundkvist: Livet i ögat (urval Staffan Andræ i samråd med författaren) (1974)
- 447 August Strindberg: Stormar, vågor …: dikter och prosalyrik (urval och förord: Sven Delblanc) (1974)
- 448 Vilhelm Ekelund: Hjärtats väg (inledning av Algot Werin) (1974)
- 449 ?
- 550 Erik Lindorm: Flickan från fjärran och andra dikter (förord Georg Svensson, urval av Sven Lindner) (1975)
- 51 [: 551] Karl Vennberg: Du måste värja ditt liv (urval av Sven Lindner) (1975)

- 480 Svensk poesi. 1, Från runorna till Snoilsky (red. Åke Janzon) (1972)
- 481 Svensk poesi. 2, Från Strindberg till Aspenström (red. Åke Janzon) (1973)
- 482 Harry Martinson: Tuvor (teckningar av författaren) (1973)
- 83 [: 483] Evert Taube: Strand och hav i öst och väst : dikter från Sveriges kuster (urval av Inga-Britt Fredholm) (1976)

- Alf Henrikson: Minsann : vers från många år (förord av Ingemar Wizelius) (1976)
- Nils Ferlin: Med många kulörta lyktor (förord av Tage Danielsson) (1976)
- Nils Ferlin: Goggles (förord Stig Järrel) (1976)
- Johannes Edfelt: Etsningar och skuggspel (urval och förord av Åke Janzon) (1976)
- Gabriel Jönsson: Sång vid sundet (ett urval dikter med inledning av Carl Fehrman) (1977)
- Ylva Eggehorn: Till en ny jord (1977)
- Göran Tunström: Dikter till Lena (urval av författaren, förord Lars Grahn) (1978)
- Nils Ferlin: Kejsarens papegoja (1978)
- Stig Sjödin: Hjärtats heta smedja (urval och förord av Sven Lindner) (1979)
- Bo Setterlind: Från hjärta till hjärta : bekännelselyrik (i urval och med förord av författaren) (1980)